# Penn & Teller

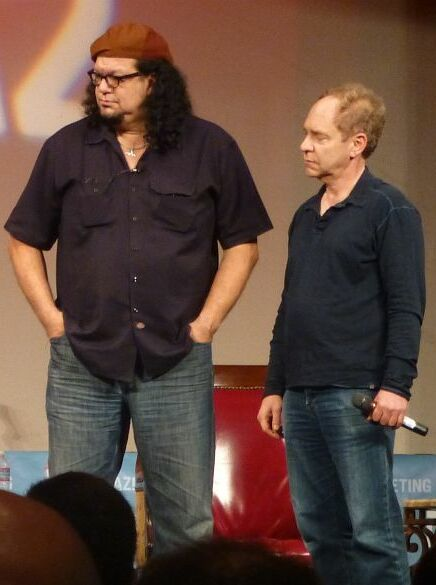
Penn & Teller (2012)

Penn & Teller ist ein US-amerikanisches Zauberkünstler- und Komiker-Duo. Während seiner Auftritte ist Penn Jillette der Erzähler, Teller agiert ohne Sprache und kommuniziert nur über Gestik und Mimik. Ihre Spezialität sind blutige Tricks, raffinierte Streiche und das Enthüllen ihrer eigenen Zaubertricks. Neben ihrer Show in Las Vegas sind sie als Autoren und Darsteller in Filmen und TV-Sendungen bekannt. Sie sind beide bekennende Atheisten, Brights, Skeptiker und Libertäre, was in ihrem öffentlichen Auftreten eine Rolle spielt, insbesondere in der Sendung Bullshit!

## Biografie

### Penn Jillette

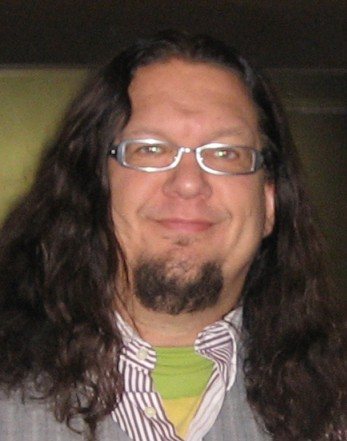
Penn Jillette, 2007

Penn Fraser Jillette wurde am 5. März 1955 in Greenfield, Massachusetts, geboren. Beide Eltern waren Kanadier. Er hat eine ältere Schwester.
Verglichen mit seinem Partner Teller fand Penn erst spät zur Zauberkunst. In seiner Jugend interessierte er sich für das Jonglieren und andere Kunststücke; von der Zauberkunst war er eher enttäuscht durch Magier wie The Amazing Kreskin, die vorgaben, ihre Vorführungen seien echt und nicht bloß Illusion. Dies änderte sich, als er mit 18 Jahren eine Show von James Randi sah. Penn war fasziniert von Randis Konzept, die Zauberkunst offen als das zu präsentieren, was sie ist – Tricks und Schwindelei zum Zwecke der Unterhaltung –, statt eine geheimnisvolle Atmosphäre des Übernatürlichen zu erschaffen. Dies sollte den späteren Stil von Penn & Teller maßgeblich beeinflussen.
Zur professionellen Zauberkunst fand Penn erst, als er Teller kennenlernte. Nach der High School (1973) arbeitete er gemeinsam mit Michael Moschen, einem Klassenkameraden, als Jongleur. Daneben besuchte er die Clown-Schule Ringling Bros. Barnum & Bailey Clown College. 1975 begann seine Karriere mit Teller und Weir Chrisimer.

#### Privates
Penn ist mit der TV-Produzentin Emily Zolten verheiratet und hat zwei Söhne, Moxie CrimeFighter Jillette und Zolten Penn Jillette. Den ungewöhnlichen, zweiten Vornamen CrimeFighter wählten die Eltern, weil der zweite Vorname im Alltag kaum eine Rolle spielt und sie sich einen kleinen Spaß erlauben wollten.
Vor seiner jetzigen Ehe war Penn unter anderem mit Robin Quivers von der Howard Stern Show und Debbie Harry, der Sängerin von Blondie, liiert.

#### Roter Fingernagel
Eines von Penns Markenzeichen ist sein stets rot lackierter linker Ringfingernagel. In Interviews nach dessen Bedeutung gefragt, antwortet er oft ironisch, dass es bedeute, dass er mal einen Mann erschossen habe, weil dieser persönliche Fragen gestellt habe. Tatsächlich begann alles als Streich, den er seiner Mutter spielte. Als er nämlich mit der Zauberkunst begann, da ermahnte sie ihn stets, seine Hände gut zu pflegen und zu maniküren, weil ja die Zuschauer oft auf seine Hände schauen würden. Daraufhin lackierte er sich alle Fingernägel, was er bis heute beim linken Ringfinger beibehalten hat.

#### Eigene Projekte
Januar 2006 starteten Penn und sein Kumpel und Jongleur Michael Goudeau ihre Radiosendung „Penn Radio“, welche bis März 2007 lief. Sie war auch als Podcast verfügbar. Legendär in der Radiosendung war die Rubrik „Monkey Tuesday“, bei der dann per E-Mail zugesendete oder von Anrufern eingebrachte Storys mit Affen vorgestellt und kommentiert wurden.
Nach einer darauf folgenden Videolog-Periode von Penn macht er jetzt seit Februar 2012, wieder zusammen mit Goudeau, den Audio-Podcast Penn’s Sunday School, welchen sie auch live als Video übertragen, und bei dem mittlerweile Matt Donnelly als dritter im Bunde dazugekommen ist. In Penn's Sunday School haben sie öfter berühmte/bekannte Gäste.

### Teller

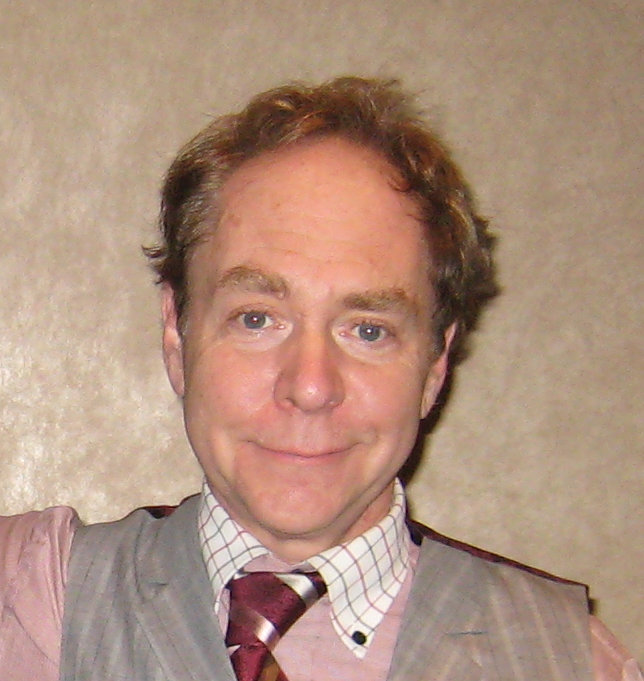
Teller, 5. August 2007

Teller wurde am 14. Februar 1948 in Philadelphia, Pennsylvania, geboren und ist russisch-kubanischer Abstammung. Ursprünglich hieß er Raymond Joseph Teller, er ließ seinen Namen aber amtlich ändern, so dass er heute mit vollem Namen nur Teller heißt. Von seinem Privatleben gibt Teller nicht viel preis. Es ist nur bekannt, dass er weder verheiratet ist noch Kinder hat.
Tellers Karriere als Magier begann mit fünf Jahren, nachdem seine Eltern ihm einen Howdy Doody-Zauberkasten schenkten. Die Zauberkunst wurde sein Hobby und später während der College-Zeit trat er auch öffentlich bei Fraternity-Partys auf. Dort stellte er fest, dass ihm anscheinend mehr Aufmerksamkeit geschenkt wurde, wenn er weniger während der Vorführung redete. Hieraus sollte sich später sein Markenzeichen entwickeln, völlig stumm aufzutreten. Allerdings schlug er beruflich zunächst eine ganz andere Richtung ein: Nach der High School studierte er Klassische Altertumswissenschaft am Amherst College und lehrte dann einige Jahre Latein an der Lawrence High School in New Jersey.
Mit 27 Jahren widmete er sich schließlich ganz der Zauberkunst. Zunächst verdiente er sein Geld alleine mit Gelegenheitsauftritten an Straßenecken, auf Mittelaltermärkten und Ähnlichem. Bald lernte er jedoch Penn und Weir Chrisimer kennen und trat mit ihnen gemeinsam auf.

### Gemeinsame Karriere

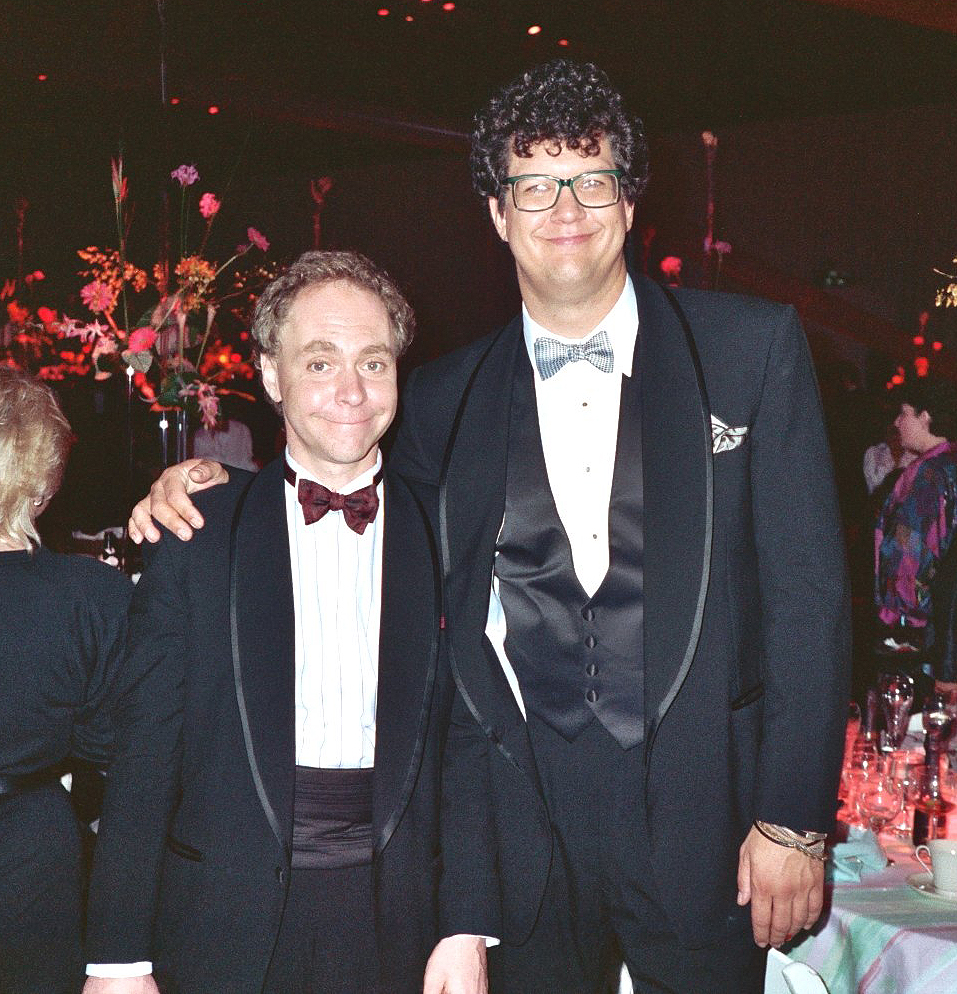
Penn & Teller bei der Emmy-Verleihung, 1988

Penn und Teller lernten einander am 10. April 1974 über einen gemeinsamen Freund, Weir Chrisimer, kennen und wurden bald Freunde. Etwas später begannen die drei eine gemeinsame, musikalische Zaubershow aufzuführen, zunächst mit dem Namen Othmar Schoeck Memorial Society for the Preservation of Unusual and Disgusting Music, später dann Asparagus Valley Cultural Society. Das Trio führte in San Francisco verschiedene Zauberkunststücke auf, von denen viele in ähnlicher Form auch heute noch von Penn & Teller verwendet werden. Dazu spielten sie Musik: Penn am Bass, Teller am Keyboard und der Kolbenflöte und Weir Chrisimer am Akkordeon.
1981 verließ Weir Chrisimer die Gruppe, und Penn und Teller nannten sich fortan Penn & Teller. In den folgenden Jahren wandelte sich ihr Stil, und sie wurden durch ihre Off-Broadway-Show in den USA zunehmend bekannter. Sie gewannen zwei Emmys und eine Goldene Rose für ihre Fernsehsendung Penn & Teller Go Public aus dem Jahre 1985. 1987 traten sie auf dem Broadway auf und gingen anschließend in den 1990er Jahren mehrfach auf Tournee durch die Vereinigten Staaten. Daneben hatten sie Gastauftritte in bekannten Fernsehserien wie Miami Vice, Friends, Dharma & Greg, Hör mal, wer da hämmert, Sabrina – Total Verhext!, Babylon 5, The West Wing und Die Simpsons und waren regelmäßige Gäste in verschiedenen Late-Night-Shows.
Aktuell treten sie mit ihrer Zaubershow sechsmal pro Woche im Rio in Las Vegas auf.
Von März bis April 2022 nahmen Penn und Teller als Hydra an der siebten Staffel der US-amerikanischen Version von The Masked Singer teil, in der sie den zehnten Platz unter fünfzehn Teilnehmern erreichten.

## Fernsehprojekte
- Penn & Teller Go Public (1985)
- Don’t Try This at Home (1990)
- Behind the Scenes (1992)
- The Unpleasant World of Penn & Teller, sechs Folgen (1994)
- Phobophilia (1995)
- Penn & Teller’s Home Invasion (1997)
- Penn & Teller’s Sin City Spectacular, 24 Folgen (1998–1999)
- Magic and Mystery Tour, drei Teile (2003)
- Bullshit!, 89 Folgen (2003–2010)
- Penn & Teller: Off the Deep End (2005)
- Penn & Teller: Tell a Lie, sechs Folgen (2011)
- Penn & Teller: Fool Us, bisher 133 Folgen in 9 Staffeln (seit 2011)[8]
- Wizard Wars, zwölf Folgen (2014–2015)
- Penn & Teller: Try this at home (2020)

## Film und Fernsehen
- Miami Vice; Staffel 2, Episode 1&2 „Auf dem Kriegspfad“ (1985) – Penn als "Jimmy Borges"[9]
- My Chauffeur (1986)
- Penn & Teller’s Invisible Thread (1987)
- Penn & Teller’s Cruel Tricks for Dear Friends (1987)
- Penn & Teller Get Killed (1989)
- The Eyes Scream - A History of the Residents (1991)
- Miami Vice; Staffel 4, Episode 8 "Wie ein Orkan" (1991) – Teller als "Ralph Fisher"[10]
- Fantasia 2000 (1999)
- Hör mal, wer da hämmert; Staffel 8, Episode 15 „Ein Sportlerschicksal“ (1999)
- Hackers – Im Netz des FBI (1995) – Penn als „Hal“
- The Fantasticks (1995) – Teller als „Mortimer“
- Fear and Loathing in Las Vegas (1998) – Penn als „Carnie Talker“
- Michael Moore Hates America (2004)
- Babylon 5; Staffel 5, Episode 8 „Der Tag der Toten“  (1997/1998) – Penn als „Rebo“, Teller als „Zooty“
- The West Wing – Im Zentrum der Macht; Staffel 6, Episode 8 „Zaubertricks“ (2004)
- Futurama: Leela und die Enzyklopoden[11]
- Die Simpsons in der Episode 11×6[12] und 22×18[13]
- The Aristocrats (2005) – führen durch den Film
- The Apprentice (2012 sowie 2013) – Penn war Kandidat in zwei Staffeln, 2013 kam er ins Finale. In ein paar Folgen tritt auch Teller auf.
- Tim’s Vermeer (2013) – Produktion, Regie und sie führen durch den Film
- An Honest Liar (2014) – der Film ist eine Dokumentation über James Randi
- Dharma und Greg Staffel 1, Episode 20 „Katergefühle“ (1998) – Jillette als Vincent und Teller als Mr. Boots
- Modern Family (2015) Staffel 6 Folge 15 – Penn Jillette als zaubernder Sitznachbar von Phil in einem Flugzeug.
- Director’s Cut (2016) – Jillette schrieb das Drehbuch und ist in der Hauptrolle, Teller ist auch im Film.[14] Der Film ist vollständig durch Crowdfunding finanziert[15]
- Scorpion (2018) Staffel 4 Folge 20 – Penn Jillette als Dr. Cecil Rizzuto[16]
- The Grand Tour (2018) – Staffel 2, Episode 9 – Teilnehmer am Celebrity Face Off
- The Big Bang Theory (2018) – Staffel 11 & 12 mehrere Episoden – Teller mit einer Sprechrolle als Mr. Fowler, der Vater von Amy.
- Young Sheldon (2022) – Staffel 5, Episode 22 – Personifizierungen von Sheldons erstem Pubertätspickel und Eiter

## Bücher
- Penn & Teller’s Cruel Tricks for Dear Friends (1989, ISBN 0-394-75351-8)
- Penn & Teller’s How to Play with Your Food (1992, ISBN 0-679-74311-1)
- Penn & Teller’s How to Play in Traffic (1997, ISBN 1-57297-293-9)
- When I’m Dead All This Will Be Yours: Joe Teller – A Portrait By His Kid (2000, Teller, ISBN 0-922233-22-5)
- Sock  (2004, Penn Jillette, ISBN 0-312-32805-2)
- How to Cheat Your Friends at Poker: The Wisdom of Dickie Richard (2006, Penn Jillette und Mickey D. Lynn, ISBN 0-312-34905-X)
- God, No!: Signs You May Already Be an Atheist and Other Magical Tales (2011, Penn Jillette, ISBN 1-4516-1036-X)
- Every Day is an Atheist Holiday!: More Magical Tales from the Author of God, No! (2012, Penn Jillette, ISBN 978-0-3991-6156-8)

## Computerspiele
- Penn & Teller VR: Frankly Unfair, Unkind, Unnecessary, & Underhanded (2019)
- Borderlands 3 als Pain & Terror (2019)

## Auszeichnungen

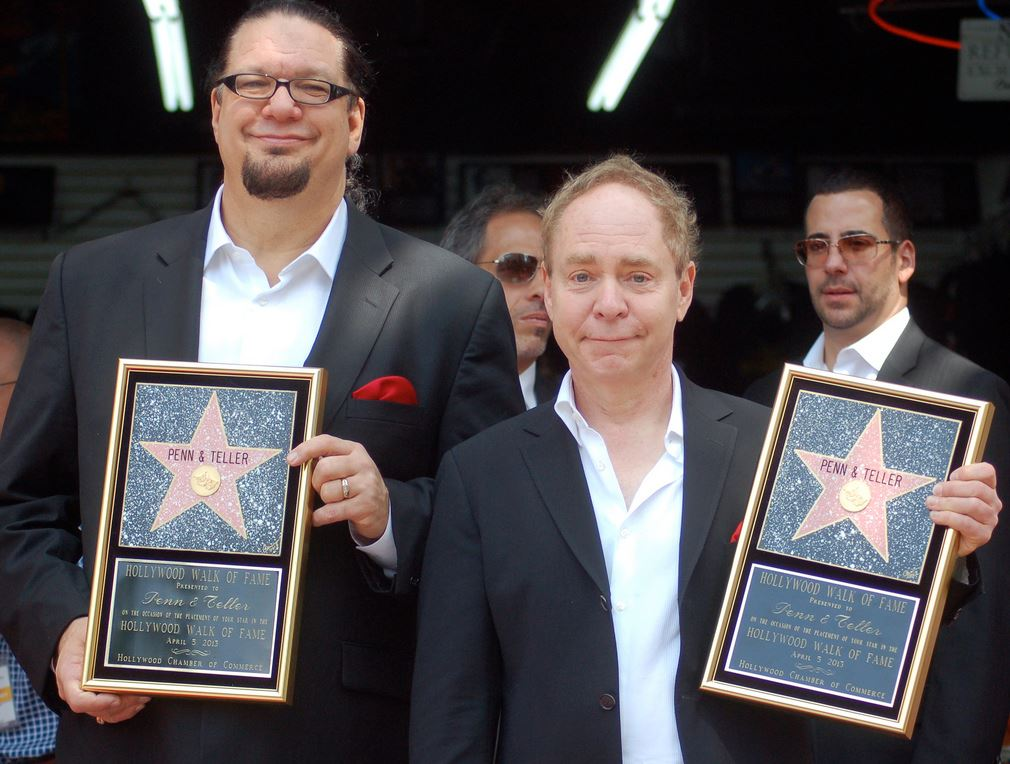
Penn & Teller bei ihrer Verleihung des Sterns auf dem Hollywood Walk of Fame (2013)

- 1986: Goldene Rose von Montreux für „Penn and Teller go Public“
- 2001: Hugh M. Hefner First Amendment Award
- 2003: Emperor Has No Clothes Award der Freedom From Religion Foundation
- 2005: Richard Dawkins Award
- 2013: Stern auf dem Hollywood Walk of Fame